# 八床町
八床町（やとこちょう）は、愛知県瀬戸市下品野連区の町名。丁番を持たない単独町名である。

## 地理
- 瀬戸市の中央部に位置する[8]。西を穴田町、北を北丘町、東を落合町、東から南を品野町と隣接している[8]。
- 一帯は粘土採掘鉱山地帯で、かつては多くの鉱山や製土工場が集中していたが[8]、年々その数は減ってきている。
- 南東部に市営八床住宅がある。建設は1951年（昭和26年）に行われた[9]。建物の老朽化に伴い2005年（平成17年）より募集は停止されており[10]、退去済みの住宅から順に取り壊しが行われている。2020年（令和2年）4月1日時点の戸数は4、そのうち2戸が利用されている[11]。
- 品野町にかけて、中世の古窯跡が残されており、八床古窯跡群[8][注釈 1]・品川北古窯跡群[注釈 2]と呼ばれている[12]。

### 河川
- 水野川[8] ： 町の北端、北丘町との町境を西流している。
- 八床川（水野川支流） ： 町の中央部を西流している。
- 南八床川（八床川支流） ： 町の西端、穴田町との町境を北流している。
- 北八床川（八床川支流） ： 町の北部を西流している。

### 学区
市立小・中学校に通う場合、学区は以下の通りとなる。また、公立高等学校普通科に通う場合の学区は以下の通りとなる。
| 番・番地等 | 小学校               | 中学校             | 高等学校 |
| ---------- | -------------------- | ------------------ | -------- |
| 全域       | 瀬戸市立下品野小学校 | 瀬戸市立品野中学校 | 尾張学区 |

## 歴史

### 町名の由来
江戸時代には品野村八床と呼ばれており、かつてはこの地に質のよい陶土層が重なっていたところから名付けられたといわれる。

### 沿革
- 1965年（昭和40年）5月1日 - 瀬戸市大字下品野字八床・鳥林・西山の各一部により、同市八床町として成立[2]。

## 世帯数と人口
2024年（令和6年）2月1日現在の世帯数と人口は以下の通りである。
| 町丁   | 世帯数 | 人口 |
| ------ | ------ | ---- |
| 八床町 | 29世帯 | 90人 |

### 人口の変遷
国勢調査による人口の推移
| 1995年（平成7年）  | 7人  | [ 16 ] |  |
| 2000年（平成12年） | 33人 | [ 17 ] |  |
| 2005年（平成17年） | 56人 | [ 18 ] |  |
| 2010年（平成22年） | 58人 | [ 19 ] |  |
| 2015年（平成27年） | 89人 | [ 20 ] |  |
| 2020年（令和2年）  | 81人 | [ 21 ] |  |

### 世帯数の変遷
国勢調査による世帯数の推移。
| 1995年（平成7年）  | 2世帯  | [ 16 ] |  |
| 2000年（平成12年） | 10世帯 | [ 17 ] |  |
| 2005年（平成17年） | 17世帯 | [ 18 ] |  |
| 2010年（平成22年） | 19世帯 | [ 19 ] |  |
| 2015年（平成27年） | 27世帯 | [ 20 ] |  |
| 2020年（令和2年）  | 26世帯 | [ 21 ] |  |

## 交通

### 鉄道
町内に鉄道は走っていない。最寄り駅は名鉄瀬戸線尾張瀬戸駅になる。

### バス
瀬戸市コミュニティバス「曽野線」
- 新瀬戸駅 - イオン瀬戸みずの店 - 中水野駅 - 曽野 - しなのバスセンター 系統 ： 北グラウンドバス停

### 道路
- 愛知県道210号中水野品野線 ： 町の南端、品野町との町境付近を東西に通っている。

## 施設
- 瀬戸市北スポーツ施設 ： 町の北部にある。野球場とテニスコートからなり、野球場は、軟式野球・ソフトボールと小学生の硬式野球で利用可[22]。テニスコートは、ハードコート4面で硬式向き[23]。
- 旧・品川カントリークラブ[8] ： 品川ゼネラルサービス株式会社[注釈 3]が運営するショートコースのゴルフ場[24]。1964年（昭和39年）に9ホールで開業し、1990年（平成2年）に18ホールに拡張されるが、2017年（平成29年）に閉鎖となった[24]。閉鎖後の土地は瀬戸市が所有し、引受先を公募した結果、日東工業がその権利を取得[25]。2024年3月の稼働を目指して、現在工事を進めている[25]。
- F瀬戸Ⅱ太陽光発電所 ： 株式会社NTTファシリティーズによる太陽光発電事業用サイト[26]。発電開始日は2019年（令和元年）1月23日で、想定年間発電量は約2,460MWh[26]。

## その他

### 日本郵便
- 郵便番号 : 480-1206[6]（集配局：瀬戸郵便局[27]）。